# A.K. Lohithadas

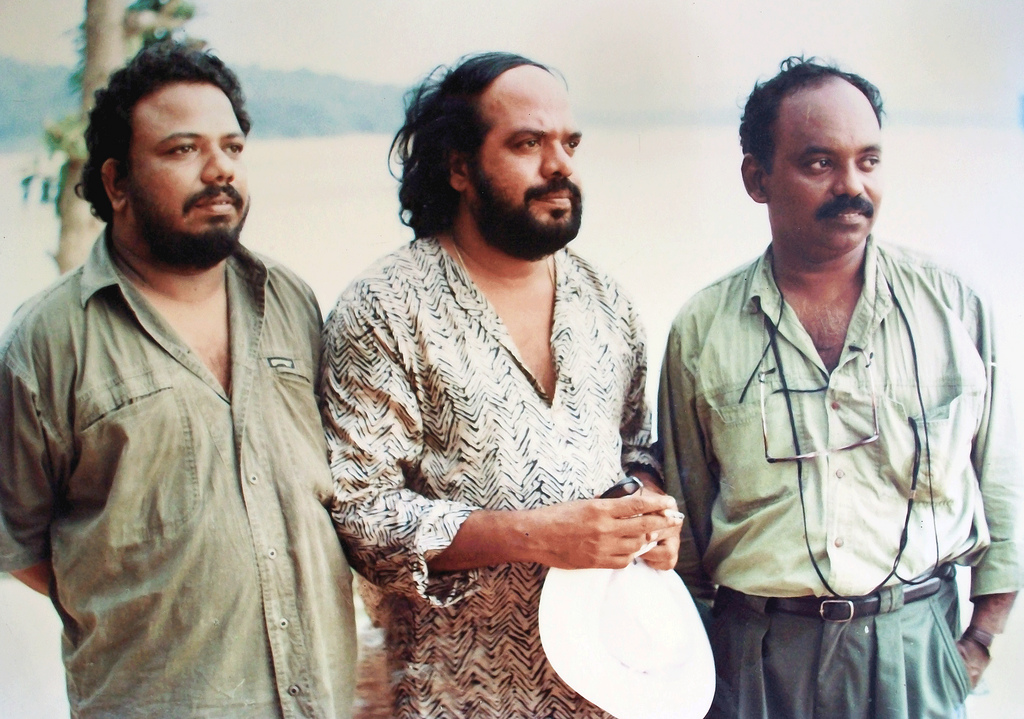
Lohita Das (links)

Ambazhathil Karunakaran Lohithadas, bekend als A.K. Lohithadas, (Chalakudy, 10 mei 1955– Kochi, 28 juni 2009) was een Indiaas filmscenarioschrijver, - regisseur en -producent. Hij schreef in 1986 zijn eerste scenario voor het Malayalams theater en schreef vervolgens scenario's voor Malayalamse films.
Lohithadas schreef gedetailleerde en realistische filmscenario's. Films waarvoor hij het scenario schreef zijn onder andere: Thaniyavarthanam, Kireedam, Bharatham en Amaram. Hij was de regisseur van Boothakannadi, Kasthooriman en Arayannangalude Veedu.
Lohithadas stierf in juni 2009 aan een hartaanval.